# USS Preston (DD-379)
Pour les autres navires du même nom, voir USS Preston.
L'USS Preston (DD–379) est un destroyer de classe Mahan en service dans l'US Navy pendant la Seconde Guerre mondiale. Il fut baptisé sous le nom de Samuel W. Preston (en), un Lieutenant de vaisseau de l'US Navy.
Sa quille est posée le 27 octobre 1934 au chantier naval de Mare Island à Vallejo, en Californie. Il est lancé le 22 avril 1936, parrainé par Mme Edward H. Campbell; et mis en service le 27 octobre 1936 sous le commandement du Commander C. D. Swain.

## Historique
Après sa croisière inaugurale, le Preston opère brièvement sous la direction du chef des opérations navales, puis rejoint l'United States Battle Fleet. Initialement affectée au 2e escadre de destroyers (DesRon 2), il rejoint ensuite la DesRon 5, effectuant des exercices d'entraînement en temps de paix dans le Pacifique jusqu'à l'attaque de Pearl Harbor. Jusqu'au 1er juin 1942, le destroyer effectua des patrouilles et des escortes côtières le long de la côte ouest. Il se dirigea ensuite vers Hawaï, accompagné du porte-avions Saratoga. Arrivé le 6, son groupe, le Task group 11.1, repart le lendemain pour un rendez-vous avec la Task Force 17 afin de livrer des avions, des pilotes et du matériel pour les porte-avions Enterprise et Hornet, en manque de moyens après la bataille de Midway.

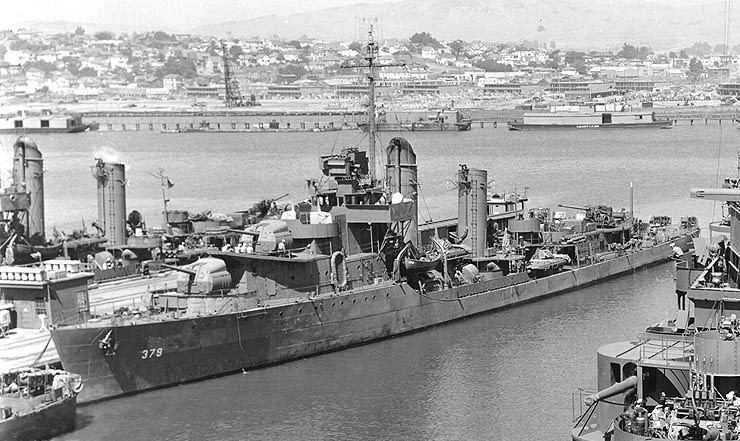
Le Preston à Mare Island en 1942.

Le 13, le Preston retourne à Pearl Harbor et, les quatre mois suivant, il effectue des exercices, patrouilles et escortes dans la région hawaïenne. Le 4 octobre, le destroyer rejoint la Task Force 16 avant d'appareiller le 15 pour les îles Salomon. Le 24, la TF 16 fusionne avec la TF 17, formant la TF 61. Deux jours plus tard, le Preston prend part à la bataille des îles Santa Cruz au cours duquel il abat deux avions ennemis avant de se retirer à Nouméa. Réarmé et réapprovisionné, il se dirigea vers les Salomon pour son deuxième et ultime combat.
Dans la soirée du 14 novembre, le Preston, en compagnie de la TF 64, navigue le long de l'extrémité ouest de Guadalcanal, dans le détroit de Nouvelle-Géorgie, afin d'intercepter une force japonaise qui s'apprête à bombarder Henderson Field et à débarquer des renforts. Manœuvrant autour de l'île de Savo, la force, composée de deux cuirassés et quatre destroyers, entra dans le canal entre Savo et le cap Espérance. À 23 h 00, le cuirassé Washington repère le croiseur léger Sendai sur son radar et, à 23 h 17, la 3e bataille de l'île de Savo débute.
Le Sendai, accompagné des destroyers Shikinami et Uranami, avait suivi les navires américains, avant d'être chassé par des obus de 16 pouces (406 mm). Les forces japonaises avaient été dispersées et, à quelques minutes de la rencontre entre cuirassés et croiseurs, des destroyers ennemis arrivant sur la rive sud de Savo entrèrent dans la mêlée, suivis par les destroyers USS Benham et Preston. Le Gwin, tirant des obus éclairant vers le premier échange de tirs, entra dans l'action à temps pour apercevoir le croiseur Nagara et quatre destroyers se rapprocher. Le groupe était suivi par des navires lourds japonais prêts à se joindre à eux. Les destroyers américains concentrés étaient maintenant des cibles centrales.
Environ huit minutes après l'engagement, l'USS Walke est frappé par un obus japonais. Peu après, le Preston est à son tour touché par une salve du Nagara pendant qu'il préparait ses torpilles. Les feux se propageant, le Preston devint une cible plus facile pour les navires japonais. À 23 h 36, l'ordre est donné d'abandonner le navire, qui chavire quelques secondes plus tard. La coque flotte une dizaine de minutes, s'incline puis coule, emportant dans les profondeurs 116 hommes d'équipage.

## Décorations
Le Preston a reçu deux Service star pour son service pendant la Seconde Guerre mondiale.